# Джеймс Кларк Росс
Сер Джеймс Кларк Росс (англ. Sir James Clark Ross; 15 квітня 1800, Лондон — 3 квітня 1862, Ейлсбері) — англійський військовий моряк, полярний дослідник.

## Біографія
Джеймс Росс народився 15 квітня 1800 року в Лондоні.
На флот потрапив ще у 12 років, на корабль свого дядька — експерта по Арктиці, капітана Джона Росса. У 18 років він з дядьком на судні «Ізабелла» вирушив у свою першу подорож до Арктики — в район Баффінової Землі, в 1820-х рр. брав участь в трьох північних експедиціях під керівництвом Вільяма Паррі в дослідженні Північно-Західного проходу. У 1829–1833 знов досліджував Арктику під керівництвом дядька Джона. 1831 року вони відкрили Північний магнітний полюс Землі.
У 1839–1843 рр. на кораблях «Еребус» і «Терор» зробив найбільше для того часу дослідження Антарктики, відкривши море і найбільший шельфовий льодовик, названі на його честь. 1841 року відкрив антарктичні вулкани Еребус і Террор, названі на честь його кораблів. 1842 року першим з людей Росс перетнув відмітку у 78° південної широти.
За час експедиції були досліджені береги Землі Вікторії в Антарктиді. Проте, відкриті території Росс вважав островами, а не материком. Крім того, на берег самої Антарктиди він не висаджувався.
Після повернення з Антарктики Росс отримав лицарство і титул «сер», а у Франції був представлений до Ордена Почесного легіону.
1847 року написав книгу про свої дослідження — A Voyage of Discovery and Research to Southern and Antarctic Regions.
У 1848–1849 рр. на судні «Ентерпрайз» Росс керував експедицією для пошуку Джона Франкліна, що не увінчалася успіхом.

## Звання
- Лейтенант (26.12.1822)
- Командер (08.11.1827)
- Пост-Капітан (28.10.1834)
- Контр-адмірал ((01.12.1856)

## Пам'ять
Ім'ям Росса, окрім моря і шельфового льодовика, названо два острови в Антарктиці (Острів Росса і Острів Джеймса Росса), вид тюленів, сектор територіальних претензій Нової Зеландії в Антарктиці, корабель, кратер на Місяці, місто в Каліфорнії, гора на острові Кергелен та інші.
Іменем Джеймса Кларка Росса було назване науково-дослідне судно Національного антарктичного наукового центру України.